# Rigny-Ussé
Rigny-Ussé település Franciaországban, Indre-et-Loire megyében. Lakosainak száma 526 fő (2022. január 1.). Rigny-Ussé Bréhémont, La Chapelle-sur-Loire, Huismes, Rivarennes, Saint-Benoît-la-Forêt és Côteaux-sur-Loire községekkel határos.

## Népesség
A település népessége az elmúlt években az alábbi módon változott:
| Lakosok száma | 580  | 511  | 509  | 499  | 509  | 494  | 501  | 511  | 511  | 526  |
|               | 1968 | 1982 | 1990 | 2006 | 2013 | 2015 | 2017 | 2019 | 2020 | 2022 |